# Halestorm
Gli Halestorm sono un gruppo musicale hard rock statunitense, proveniente da Red Lion, Pennsylvania.

## Storia del gruppo

### Primi anni (1997-2005)

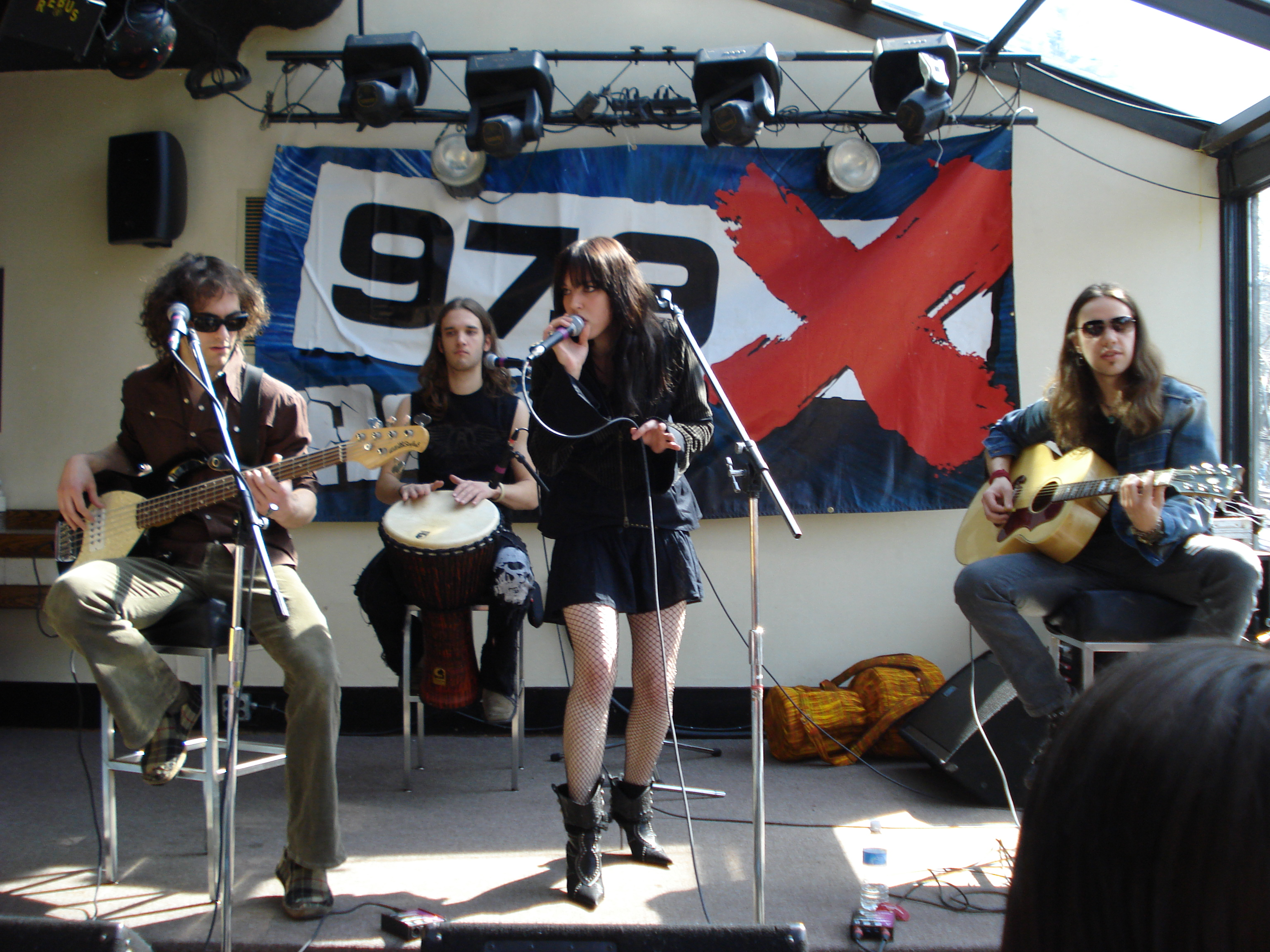
Gli Halestorm nel 2009

I fratelli Arejay e Elizabeth "Lzzy" Hale cominciano a comporre musica originale nel 1997, quando avevano rispettivamente 10 e 13 anni. Entrambi cominciarono a prendere lezioni di piano dall'età di 5 anni. Più tardi, Lzzy cominciò a suonare la keytar e Arejay scelse la batteria. All'età di 16 anni, Lzzy cominciò a prendere lezioni di chitarra.
Nel 1999 pubblicarono l'EP (Don't Mess with the) Time Man. Nell'album, le parti di basso erano affidate a Roger Hale, padre dei due fratelli. Nel 2003, Joe Hottinger si unì alla band come chitarrista e nel 2004 arrivò il bassista Josh Smith.
Il 28 giugno 2005, il gruppo firmò un contratto con la Atlantic Records e pubblicarono l'EP One and Done (Live) EP. Nell'album era presente una prima versione di It's Not You registrata dal vivo.

### Prime pubblicazioni (2009-2011)
Il loro primo album omonimo è stato pubblicato il 28 aprile 2009. Il primo singolo estratto fu I Get Off. I singoli successivi furono It's Not You (novembre 2009), Love/Hate Heartbreak e Familiar Taste of Poison (2010). Nell'album è presente una versione studio di It's Not You, canzone scritta da Lzzy a soli 16 anni.
Live in Philly 2010 è il primo album live della band. Fu registrato il 30 aprile 2010 ma pubblicato il 16 novembre di quello stesso anno, insieme ad un DVD dell'intero concerto.
Il 22 marzo 2011 viene distribuito il loro primo EP di cover, Reanimate: The Covers EP.

### The Strange Case Of...(2012-2013)

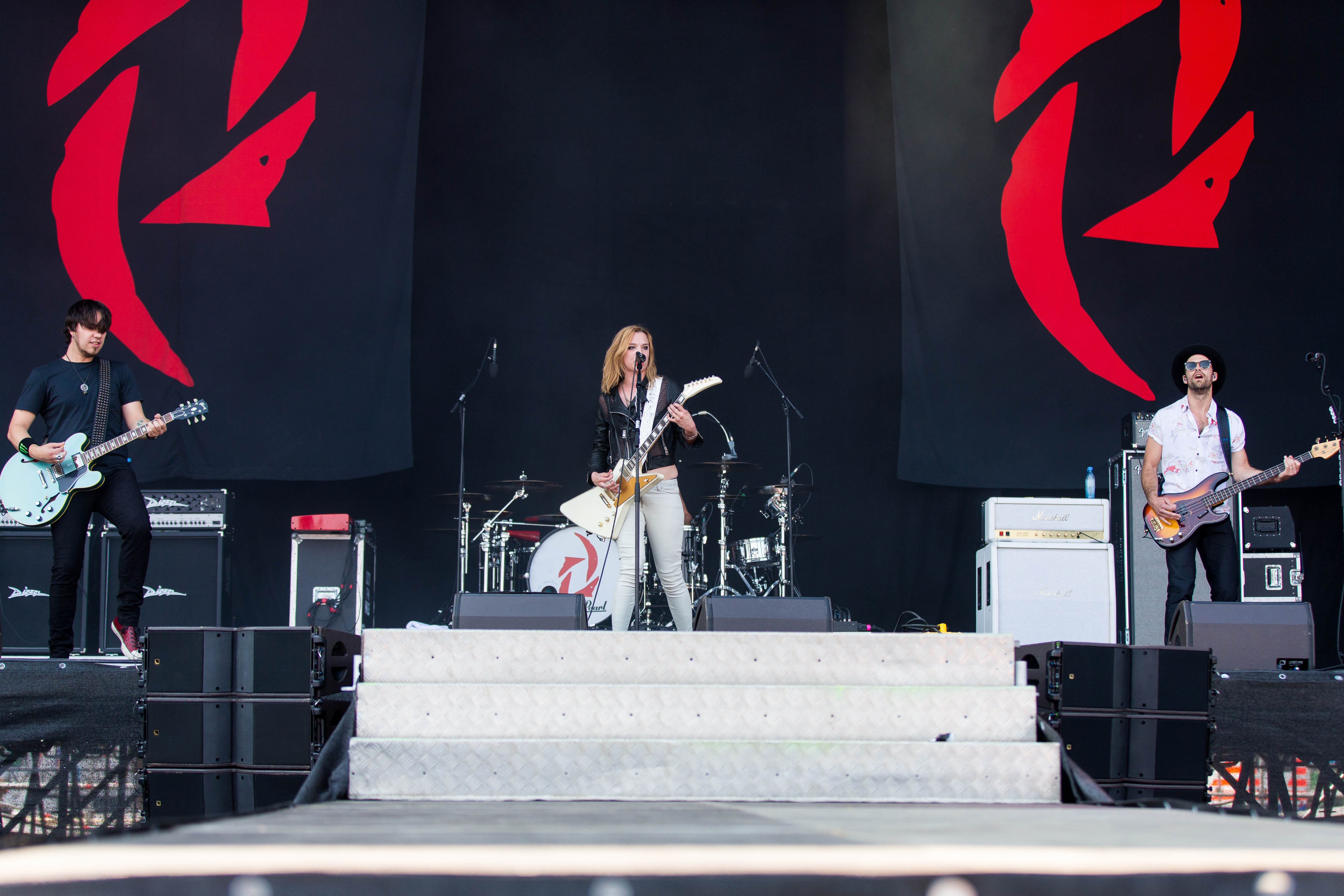
Gli Halestorm al Rock'n'Heim 2015

Il 24 gennaio 2012 gli Halestorm hanno pubblicato l'EP Hello, It's Mz. Hyde, il quale ha anticipato il secondo album in studio del gruppo, intitolato The Strange Case Of... e pubblicato il 9 aprile nel Regno Unito, il giorno seguente negli Stati Uniti e il 17 aprile in Italia. The Strange Case Of... è stato registrato in tre sessioni con Benson. La band dal momento in cui era entrata in studio fino all'ultima volta, aveva scritto 56 canzoni, che hanno ristretto ad un totale di 17. Da esso è stato estratto il singolo Love Bites (So Do I).
Nel maggio 2012, gli Halestorm sono divenuti il primo gruppo guidato da una donna a raggiungere il vertice delle classifiche radio con il brano Love Bites (So Do I). Nello stesso mese, la Gibson Guitar Corporation ha prodotto una signature series per Lzzy Hale.
Il 5 dicembre 2012, la canzone Love Bites (So Do I) viene nominata ai Grammy Awards e vince il premio nella categoria Best Hard Rock/Metal Performance.
Nell'aprile 2013 il gruppo ha annunciato un tour che li ha portati in varie città degli Stati Uniti e dell'Europa al fianco di Alter Bridge e Shinedown.
Reanimate 2.0: The Covers EP è il secondo EP di cover del gruppo, pubblicato il 15 ottobre 2013. Comprende classici di AC/DC, Judas Priest, Marilyn Manson fino ad arrivare a una reinterpretazione del singolo Get Lucky dei Daft Punk.

### Into the Wild Life(2014-2017)

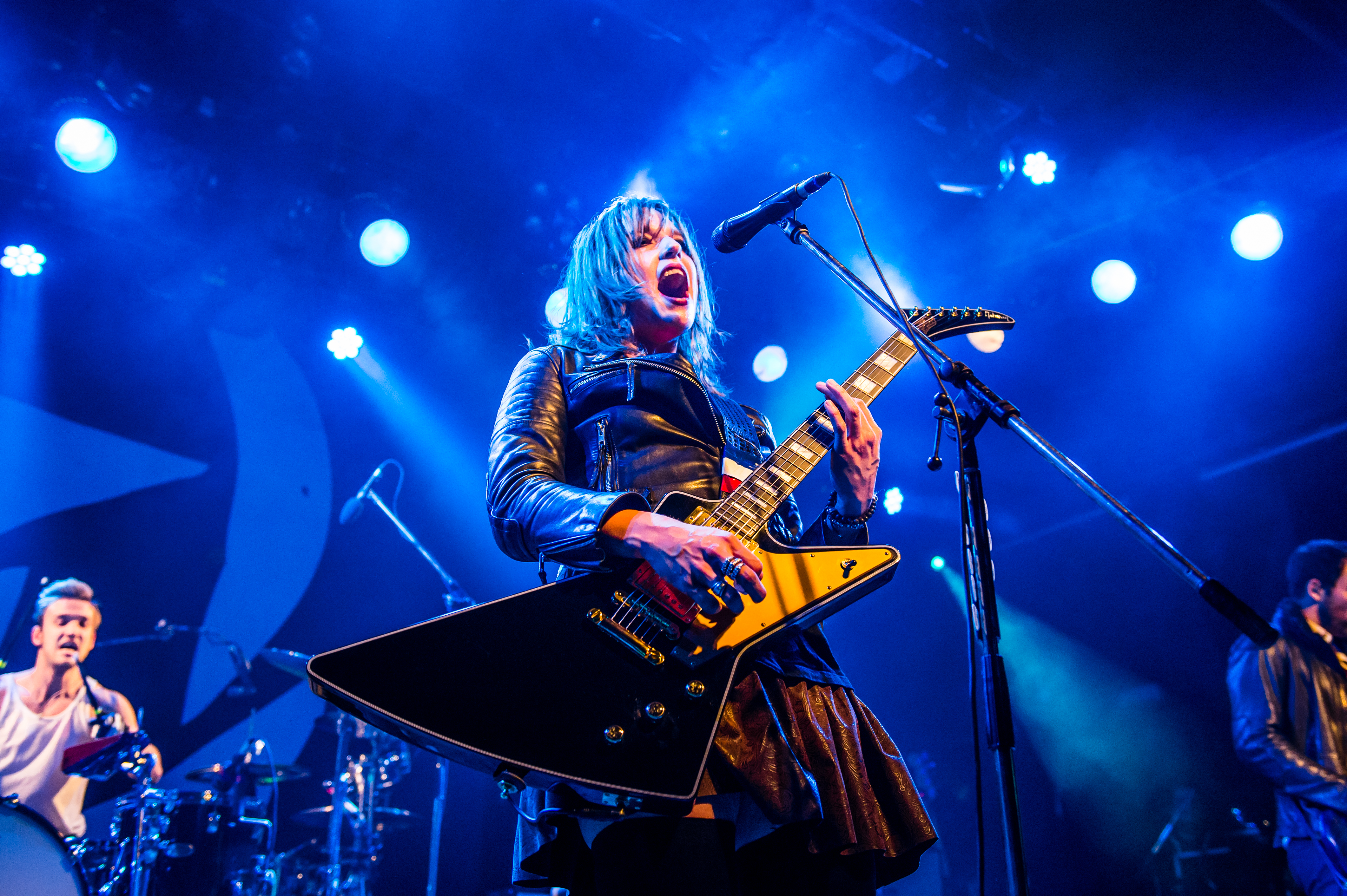
Lzzy Hale nel 2016, durante l' Into the Wildlife Tour

Il 28 luglio 2014, per ringraziare i fan per aver raggiunto un milione di "mi piace" su Facebook, il gruppo ha pubblicato attraverso il proprio canale YouTube una versione acustica del brano Sweet Love, brano inedito composto con Rivers Cuomo tre anni prima. Il 7 settembre dello stesso anno, Lzzy Hale annuncia l'inizio delle registrazioni del terzo album.
Il 12 gennaio 2015, dopo un conto alla rovescia iniziato il 1º gennaio 2015, il gruppo annuncia che il terzo album in studio, intitolato Into the Wild Life, sarebbe stato pubblicato tra il 3 e l'8 aprile 2015. Nello stesso giorno, il gruppo pubblica il primo singolo estratto dall'album: Apocalyptic.
Alla fine del 2016 la band annuncia la pubblicazione di Reanimate 3.0: The Covers EP, il terzo EP di cover, prevista per il 6 gennaio 2017 e anticipata dalla reinterpretazione di Still of the Night degli Whitesnake, disponibile in streaming dal 2 dicembre 2016.

### Vicious(2018-2020)
Nel febbraio 2018 la band ha dichiarato di essere al lavoro sul quarto album, annunciando a maggio il titolo (Vicious) e la data di uscita (fissata al 27 luglio). In concomitanza con l'annuncio, è stato pubblicato il primo singolo Uncomfortable.
Nel maggio 2019 è stato pubblicato il singolo inedito Chemicals, descritto dal gruppo come un «omaggio a coloro che abbiamo perso e tutti noi alle prese con una malattia mentale».

### Back from the Dead(2021-presente)
Nel gennaio 2021 Lzzy annuncia che il gruppo ha iniziato a registrare il successivo album  in studio, con un procedimento in studio da distanza sociale. Il 17 agosto il primo singolo del nuovo album Back from the Dead viene pubblicato. Il 6 maggio 2022 viene pubblicato Back from the Dead e successivamente a dicembre dello stesso anno esce un'edizione deluxe contenente sette nuovi brani.
Nel giugno 2024 hanno realizzato un brano con gli I Prevail, con i quali hanno condiviso il tour estivo, intitolato Can U See Me in the Dark?.

## Formazione
Attuale
- Lzzy Hale – voce, chitarra, pianoforte, tastiera (1998-presente)
- Joe Hottinger – chitarra, cori (2003-presente)
- Josh Smith – basso, tastiera, pianoforte, cori (2003-presente)
- Arejay Hale – batteria, percussioni, cori (1998-presente)

Ex componenti
- Roger Hale – basso, cori (1998-2003)
- Dave Hartley – basso, cori (2003)

## Discografia
- 2009 – Halestorm
- 2012 – The Strange Case Of...
- 2015 – Into the Wild Life
- 2018 – Vicious
- 2022 – Back from the Dead
- 2025 – Everest